# NGC 813
NGC 813 est une vaste galaxie lenticulaire située dans la constellation de l'Hydre mâle. NGC 813 a été découverte par l'astronome britannique John Herschel en 1834.

## Caractéristiques
Sa vitesse par rapport au fond diffus cosmologique est de 8 034 ± 19 km/s, ce qui correspond à une distance de Hubble de 118,5 ± 8,3 Mpc (∼386 millions d'al).